# Ibertioga
Ibertioga é um município brasileiro do estado de Minas Gerais. Sua população recenseada em 2022 era de 5 198 habitantes.

## Geografia

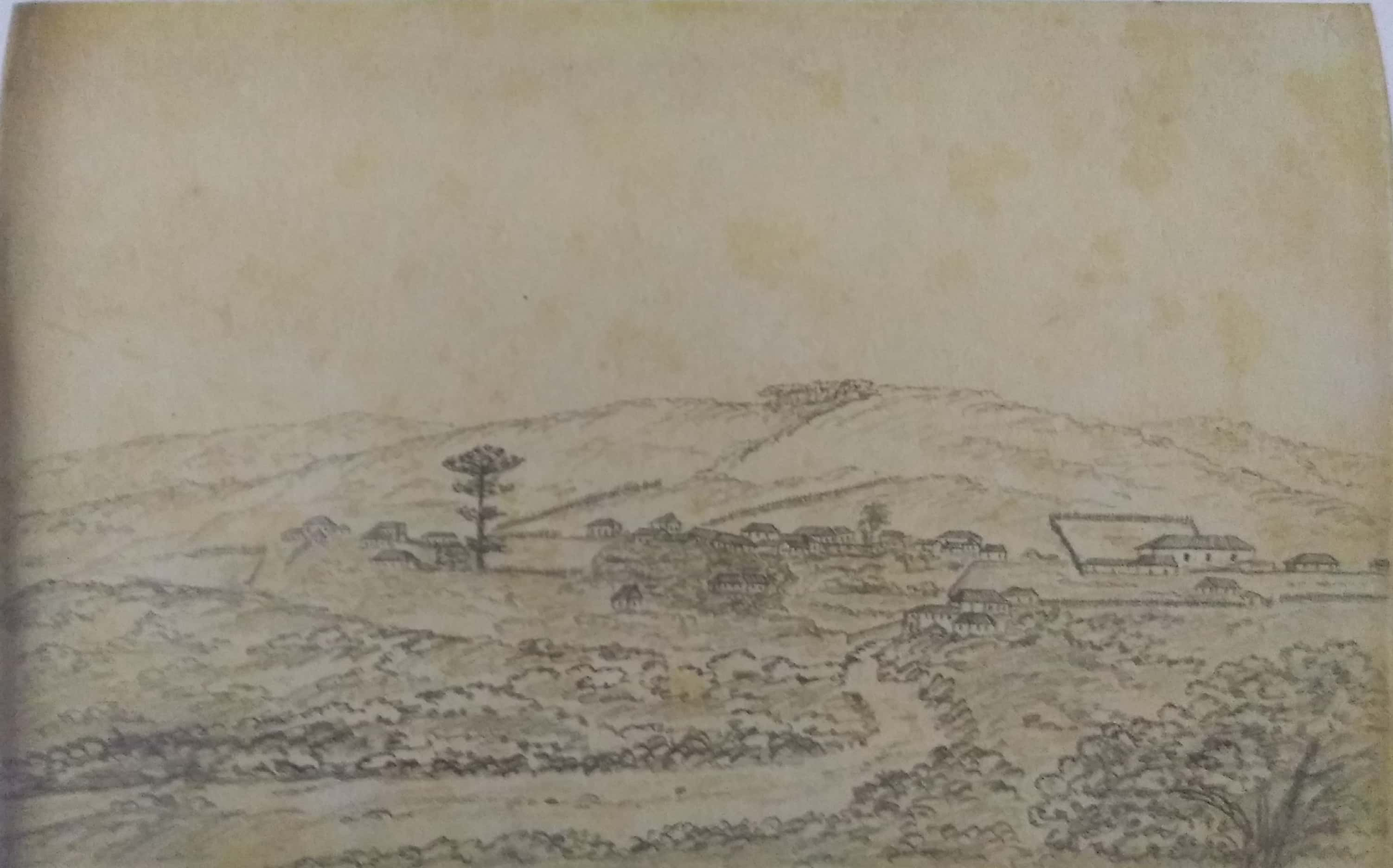
Ibertioga em 1839

Conforme a classificação geográfica mais moderna (2017) do IBGE, Ibertioga é um município da Região Geográfica Imediata de Barbacena, na Região Geográfica Intermediária de Barbacena.